# أساسنز كريد: التايرز كرونيكلز
 أساسنز كريد: التايرز كرونيكلز (بالإنجليزية: Assassin's Creed: Altaïr's Chronicles)‏ هي لعبة من نوع أكشن-مغامرات صدرت في عام 2008 لـ نينتندو دي إس ، آي أو إس ، ويب أو إس ، أندرويد ، سيمبيان 3 ، جافا إم إي ، ويندوز فون 7 وهي من تطوير جيم لوفت ونشر شركة يوبي سوفت.
توجد في هذا الجزء مدينتان جديدتان هما صور وحلب بالإضافة إلى المدن السابقة في اللعبة وهي القدس ، عكا ودمشق . على خلاف الجزء الأول أساسنز كريد فإن هذا الجزء لا يحكي القصة من منظور ديزموند مايلز بل من خلال منظور الطائر (الشخصية الرئيسية في الجزء الأول).

## القصة
العام هو 1190 ميلادي والحرب الصليبية الثالثة تجتاح الأراضي المقدسة . الصليبيون في قتال مع المسلمين للسيطرة على مدينة القدس .
يعود شاب - وهو الطائر عضو في جماعة الأساسنز (Assassins) - إلى بيته في مدينة حلب من رحلة شاقة ويجدها تحت هجوم من فرسان الهيكل (Templars) ، وليس لديه أي خيار سوى صد هذا الهجوم . لاحقاً يكلفه المعلم (Al-Mualim) بالعثور على «الكأس المقدسة (the Chalice)» المخفية ، والتي يقال أن لديها القدرة على توحيد جميع الفصائل - سواء الصليبيين أو المسلمين - تحت راية واحدة . لكن الكأس لديها قوة كبيرة مما يوجب عدم تركها تحت يد أي شخص لذا يجب إيجادها وتدميرها.

## معرض صور

شخصية الطائر أثناء اللعبة